# 土浦市
土浦市（日语：／ Tsuchiura shi */?）是位於茨城縣南部的一市。毎年10月都會在此舉行土浦全國花火競技大會。因與築波研究學園都市鄰接被指定為業務核都市。

## 出身名人
- 西島和彥 - 諾貝爾物理學獎候選人，普林斯頓高等研究院研究員等，蓋爾曼-西島關係的提出者
- 栗山千明 - 演員、模特兒
- 三浦春馬 - 演員
- 飯島真理 - 歌手、聲優
- 皆川純子 - 聲優
- 羅伯特·庫倫 - 足球員
- 平塚八兵衛 - 刑警
- 高安晃-大相撲力士